# Тангеранг
Тангеранг (инд. Kota Tangerang) милионски је град провинције Бантен у Индонезији. Налази се 20 километара западно од Џакарте на острву Јава. По подацима из 2005. у Тангерангу је живело 1.488.666 становника. 